# Fty
Fty（えふてぃーわい）は、日本の作曲家、編曲家、音楽プロデューサー。

## 経歴
音楽好きの家庭で育ち、幼少期から電子キーボードに親しんでいた。
2020年4月にボカロPとしての活動を開始。
2022年1月7日に投稿された「シニカルディストピア」がbilibili動画で15万再生を記録。
2022年4月23日に投稿された「魔女と旋律の街」がホロライブプロダクション所属の白上フブキとアキ・ローゼンタールによってカバーされた。
2023年2月10日に投稿された「Starry Phrase!」がブシロードミュージック主催の「夢ノ結唱 作曲コンテスト」で副賞と戸山香澄をダブル受賞した。
2023年7月にRayark社の音楽ゲームDEEMOⅡに楽曲「Pray for Breeze」を提供した。
2024年7月に「ラズライト～魔女の紡いだ音色～」が声優の三澤紗千香によってカバーされた。
2024年10月に白上フブキ 1st ALBUM「FBKINGDOM “Blessing”」に「星空コンフェッティ」を楽曲提供する事が発表された。

## 人物
- アニメソングやゲームソングに影響を受けている。[7]
- 尊敬するアーティストとして梶浦由記、霜月はるか、ガスト（コーエーテクモゲームス）などを挙げている[8]。
- ボカロMVで数多く共作しているアルセチカについて「映像として作りやすい仕掛けを必ず入れていて、それに毎回のように映像で答えてくれてすごいと思っている。」と語っている[9]。

## 主な作品

### 楽曲提供
- 白上フブキ & アキ・ローゼンタール
  - 「魔女と旋律の街」（作詞・作曲・編曲）
- 愛美
  - 「Starry Phrase！」（作詞・作曲・編曲）

（※「夢ノ結唱 作曲コンテスト」Poppin'Party戸山香澄賞による）
- 白上フブキ & AZki
  - 「魔女と旋律の街」（作詞・作曲・編曲・オケ制作）
- 白上フブキ
  - 「星空コンフェッティ」（作詞・作曲・編曲）

### ゲーム
- 『DEEMOⅡ』
  - 「Pray for Breeze feat.双葉湊音」（作詞・作曲・編曲）